# Rodaan Al Galidi

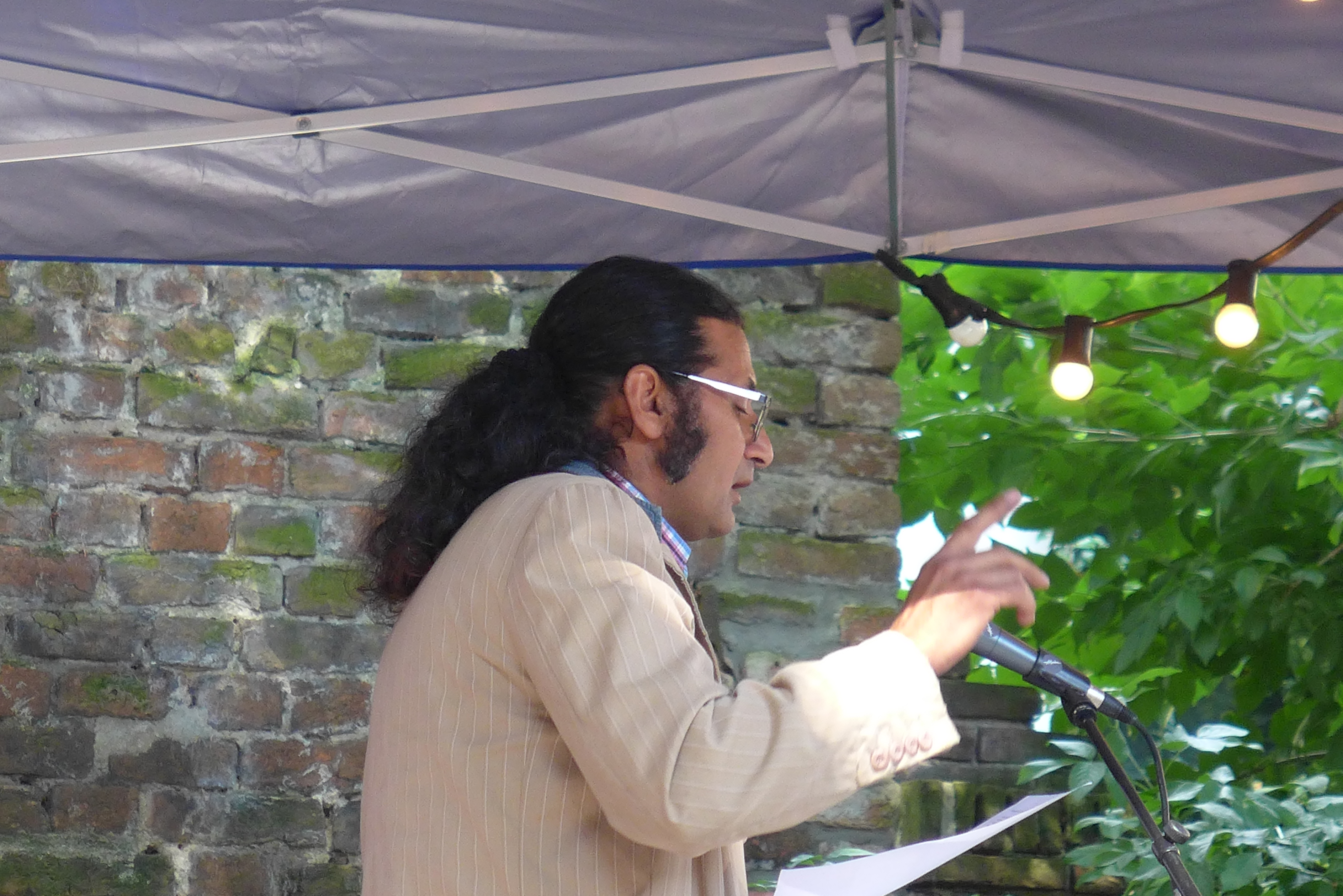
Al Galidi op het poëziefestival Het Tuinfeest in Deventer, 6 augustus 2016

Rodaan Al Galidi (eigenlijk Rodhan Al Khalidi, Irak, 1971) is een schrijver van Irakese afkomst die in Nederland woont.

## Biografie
Al Galidi's geboortedatum is onbekend, aangezien in zijn streek van herkomst geboortedata over het algemeen niet worden geregistreerd en verjaardagen niet worden gevierd. Al Galidi studeerde af in de Irakese stad Erbil als civiel ingenieur. Na zijn studie vluchtte hij uit Irak om de dienstplicht te ontwijken. Hierna zwierf hij jarenlang door Azië voordat hij in 1998 via Schiphol in Nederland aankwam, waar hij asiel aanvroeg. Het asiel werd hem geweigerd en hij was uitgeprocedeerd. Hij mocht daarom geen lessen Nederlands bijwonen. Al Galidi leerde zichzelf de Nederlandse taal en begon te schrijven. In Vlaanderen ontving hij een werkbeurs. In 2007 kreeg Al Galidi alsnog een verblijfsvergunning in Nederland door een generaal pardon.
In 2011 beschreef Al Galidi in nrc.next dat hij was gezakt voor zijn inburgeringstoets, waardoor hij wel zijn verblijfsvergunning hield maar geen Nederlands paspoort kreeg.
Hij schreef onder de namen Rodaan, Al Galidi en Rodaan Al Galidi.

## Werken

### Proza
- Dagboek van een ezel. Columns. Amsterdam, De Arbeiderspers, 2002.
- Blanke Nederlanders doen dat wél. Columns. Amsterdam, De Arbeiderspers, 2004.
- Mijn opa, de president en de andere dieren. Roman. Amsterdam, De Arbeiderspers, 2004.
- Maanlichtmoerassen: roman voor eeuwige kinderen tussen 10 en 100. Roman. Amsterdam/Antwerpen, Meulenhoff/Manteau, 2006. (Genomineerd voor de Gouden Doerian).
- Ik ben er nog. Columns. Groningen, Passage, 2006.
- Dorstige rivier. Roman. Amsterdam/Antwerpen, Meulenhoff/Manteau, 2008. (Verschenen onder de auteursnaam Rodaan.) (Ook vertaald in het Engels onder de naam Thirsty river).
- De autist en de postduif. Roman. Amsterdam/Antwerpen, Meulenhoff/Manteau, 2009.
- Hoe ik talent voor het leven kreeg. Roman. Amersfoort/Amsterdam, De Vrije Uitgevers/Uitgeverij Jurgen Maas, 2016.
  - vertaald naar het Engels als : two blankets, three sheets
- Duizend-en-een nachtmerries. Korte verhalen, 2017
- Arabische sprookjes, illustraties Geertje Aalders (Gottmer, 2017)
- Holland. Roman. (De Vrije Uitgevers, 2020, ISBN 9789090326917)
- De onbekende belevenissen van prins Willem-Alexander. (De Kade, 2022, ISBN 9789090355283)

### Poëzie
- Voor de nachtegaal in het ei. Leeuwarden, Bornmeer, 2000.
- De fiets, de vrouw en de liefde. Gedichten. Amsterdam, De Arbeiderspers, 2002.
- De herfst van Zorro. Amsterdam/Antwerpen, Meulenhoff/Manteau, 2006. (Genomineerd voor de VSB Poëzieprijs 2007).
- De laatste slaaf. Biografie van een terugkeer. Amsterdam/Antwerpen, Meulenhoff/Manteau, 2008.
- Digitale hemelvaart. Amsterdam, Meulenhoff, 2009.
- De maat van de eenzaamheid. Antwerpen, De Bezige Bij, 2012.
- 'Liever niet', antwoordt de liefde. Antwerpen, De Bezige Bij, 2013.
- Koelkastlicht. Uitgeverij Jurgen Maas, 2016.
- Neem de titel serieus. Uitgeverij Jurgen Maas, 2018

## Prijzen, nominaties en bijzonderheden
- El Hizjra-Literatuurprijs 2000 voor een gedicht uit Groen.
- Essayprijs van de Phenix Foundation 2001.
- Singer/songwriter Piet Kok zingt gedichten van Al Galidi op het album Vlucht naar de zee, uitgebracht in 2001.
- De fiets, de vrouw en de liefde werd genomineerd voor de J.C. Bloem-poëzieprijs 2003.
- Dagboek van een ezel werd genomineerd voor de Debutantenprijs 2003.
- De herfst van Zorro werd genomineerd voor de VSB Poëzieprijs 2007.
- Dorstige rivier werd genomineerd voor de BNG Nieuwe Literatuurprijs 2009 en voor de Gerard Walschap literatuurprijs 2009.
- Literatuurprijs van de Europese Unie 2011 voor De autist en de postduif.
- Bloesemtocht werd genomineerd voor de fictieprijs Overijssels Boek van het Jaar 2014.
- Hoe ik talent voor het leven kreeg werd verkozen tot DWDD Boek van de maand in januari 2016. Het boek stond in diverse top 10 verkooplijsten en werd bewerkt tot theatervoorstelling.
- Koelkastlicht werd genomineerd voor de VSB Poëzieprijs 2017.
- Samen met de illustrator Geertje Aalders won Al Galidi de Jenny Smelink-IBBY-prijs 2018 voor hun boek Arabische sprookjes. Deze prijs voor auteurs en illustratoren wil de nadruk leggen op culturele diversiteit in boeken.  Ze kregen de prijs, omdat het boek de grensoverschrijdende kracht van verhalen treffend illustreert.[5]